# La Brigade du suicide
Pour plus de détails, voir Fiche technique et Distribution.
La Brigade du suicide (T-Men) est un film américain réalisé par Anthony Mann, sorti en 1947.

## Synopsis
Deux agents du département du Trésor infiltrent un réseau de fabricants de fausse monnaie.

## Fiche technique
- Titre original : T-Men
- Titre français : La Brigade du suicide
- Réalisation : Anthony Mann
- Scénario : John C. Higgins d'après une histoire de Virginia Kellogg
- Dialogues : Stewart Stern
- Direction artistique : Edward C. Jewell
- Décors : Armor Marlowe
- Costumes : Frances Ehren
- Photographie : John Alton
- Montage : Fred Allen
- Musique : Paul Sawtell
- Production : Aubrey Schenck
- Production associée : Turner Shelton
- Société de production : Edward Small Productions
- Sociétés de distribution :  Eagle-Lion Films ;  Gaumont-Eagle Lion
- Pays de production :  États-Unis
- Langue originale : anglais
- Format : Noir et blanc – 1,37:1 – 35 mm – Mono (Western Electric Recording)
- Genre : Film noir
- Durée : 92 minutes
- Dates de sortie : 
  - États-Unis : première à Los Angeles le 25 décembre 1947, sortie nationale le 10 janvier 1948
  - France : 17 août 1949
- Affiche : Jacques Bonneaud (France)

## Distribution
- Dennis O'Keefe : Dennis O'Brien
- Mary Meade : Evangeline
- Alfred Ryder : Tony Genaro
- Wallace Ford : Le combinard
- June Lockhart : Mary Genaro
- Charles McGraw : Moxie
- Jane Randolph : Diana Simpson
- Art Smith : Gregg
- Herbert Heyes : Chef Carson)
- Jack Overman : Brownie
- John Wengraf : Shiv Triano
- Jim Bannon : Lindsay
- William Malten : Paul Miller
- Vivian Austin : Geneviève
- James Seay : Hardy
- John Newland : Jackson Lee
- Tito Vuolo : Pasquale
- John Parrish : Harry
- Reed Hadley (non crédité) : Le narrateur (voix)

## À noter
- Le film décrit avec une précision documentaire le travail des agents du Trésor (les T-Men) au travers d'une affaire présentée comme réelle. Ce qui pourrait apparaître aux premiers abords comme un film de commande du département du Trésor des États-Unis pour promouvoir ses propres activités est transformé par Anthony Mann en un implacable film noir.